# Ophelina hachaensis
Ophelina hachaensis är en ringmaskart som beskrevs av Augener 1934. Ophelina hachaensis ingår i släktet Ophelina och familjen Opheliidae. Inga underarter finns listade i Catalogue of Life.